# ليو وود
ليو وود (بالإنجليزية: Leo Wood)‏ هو كاتب أغاني أمريكي، ولد في 2 سبتمبر 1882، وتوفي في 2 أغسطس 1929.

## وصلات خارجية
- ليو وود على موقع IMDb (الإنجليزية)
- ليو وود على موقع ميوزك برينز (الإنجليزية)
- ليو وود على موقع قاعدة بيانات برودواي على الإنترنت (الإنجليزية)
- ليو وود على موقع ديسكوغز (الإنجليزية)